# Arcoscalpellum bouveti
Arcoscalpellum bouveti is een rankpootkreeftensoort uit de familie van de Scalpellidae. De wetenschappelijke naam van de soort is voor het eerst geldig gepubliceerd in 1939 door Nilsson-Cantell.